# Kadir Doğulu
Kadir Doğulu, pseudonimo di Abdulkadir Doğulu (Mersina, 19 aprile 1982), è un attore turco, noto per aver interpretato il ruolo di Ali Erarslan nella serie Küçük Sırlar, per quello di Macit Arcaoğlu nella serie Fatih Harbiye e per quello di Mehmet Giray nella serie Il secolo magnifico: Kösem (Muhteşem Yüzyıl Kösem).

## Biografia
Nato nel 1982 a Mersina (Turchia) da padre Rasim Doğulu (venuto a mancare il 23 gennaio 2017), Kadir è secondo di cinque fratelli, uno dei quali è il cantante e stilista Kemal Doğulu. Durante gli anni del liceo ha svolto diversi lavori come cameriere e cuoco. Nel 2000 si è trasferito a Istanbul con il fratello maggiore per studiare gastronomia presso l'Università di Okan, studi che decide di interrompere senza portarli al termine.
Suo fratello Kemal lo presentò alla cantante turca Hande Yener, con la quale iniziò nel 2007 ha realizzato il video musicale della canzone Romeo. Allo stesso tempo, ha lavorato come direttore aziendale presso la discoteca market nella mahalle di Harbiye a Şişli.
Nel 2010 ha compiuto il suo debutto come attore con il ruolo di Ali Erarslan nella serie Küçük Sırlar, l'adattamento turco della serie Gossip Girl, che ha avuto molto successo in Turchia. L'anno successivo ha recitato nella serie giovanile Pis Yedili.
Nel 2013 ha ottenuto il ruolo di Macit Arcaoğlu nella serie Fatih Harbiye, accanto all'attrice Neslihan Atagül. La serie è un adattamento del libro omonimo dello scrittore turco Peyami Safa, pubblicato nel 1931. Nel 2015 e nel 2016 è stato scritturato per interpretare il ruolo di Mehmet Giray nella serie storica Il secolo magnifico: Kösem (Muhteşem Yüzyıl Kösem), insieme agli attori Beren Saat ed Ekin Koç. Negli anni successivi ha continuato a recitare in diverse produzioni, tra cui Bana Sevmeyi Anlat (2016-2017), Vuslat  (2019), Vuslat (2020) e Aşkın Tarifi (2021).
Nel 2019 ha recitato nella sua prima opera teatrale Amiral Battı Kaçıyorusss in cui ha ricevuto grandi riconoscimenti sia dal pubblico che dagli insegnanti. Nel 2022 e nel 2023 ha ottenuto il ruolo di Kazım Işık nella serie Gecenin Ucunda, accanto alla moglie Neslihan Atagül.

## Vita privata
Nell'ottobre 2013 ha intrapreso una relazione romantica con la collega Neslihan Atagül, sua co-protagonista nella serie Fatih Harbiye. La coppia si è fidanzata il 26 novembre 2015 e si è sposata l'8 luglio 2016. Il 6 marzo 2025 è nato Aziz, il primo figlio della coppia.

## Filmografia

### Cinema
- Çakıl Taşları, regia di Çağatay Tosun (2010)
- Bir Hikayem Var, regia di Talip Karamahmutoğlu (2013)
- Mitat, regia di Süleyman Arda Eminçe (2023)

### Televisione
- Küçük Sırlar – serie TV, 55 episodi (Kanal D, Star TV, 2010-2011)
- Pis Yedili – serie TV, 97 episodi (Show TV, 2011-2012)
- Fatih Harbiye – serie TV, 50 episodi (Fox, Show TV, 2013-2014)
- Sevdam Alabora – serie TV, 4 episodi (ATV, 2013-2014)
- Il secolo magnifico: Kösem (Muhteşem Yüzyıl Kösem) – serie TV, 28 episodi (Star TV, 2015-2016)
- Bana Sevmeyi Anlat – serie TV, 22 episodi (Fox, 2016-2017)
- Babamin Günahlari – serie TV, 4 episodi (Star TV, 2018)
- Vuslat – serie TV, 44 episodi (TRT 1, 2019-2020)
- Jet Sosyete – serie TV, 1 episodio (Star TV, 2020)
- Aşkın Tarifi – serie TV, 13 episodi (Kanal D, 2021)
- Gecenin Ucunda – serie TV, 26 episodi (Star TV, 2022-2023)

## Teatro
- Amiral Battı Kaçıyorusss (2019)

## Programmi televisivi
- O Ses Türkiye Yılbaşı Özel (TV8, 2022) - guest star

## Riconoscimenti
- International Izmir Film Festival
  - 2020: Candidato come Miglior attore in una serie televisiva per Vuslat

- Pantene Golden Butterfly Awards
  - 2021: Candidato come Miglior attore in una serie comica romantica per Aşkın Tarifi